# 宮島賢也
宮島 賢也（みやじま けんや）は、日本の精神科医。。
自らのうつ病発症経験を元に、薬を使わずに鬱を治す精神科医「みやじっち」の愛称で知られる。精神保健指定医、認定産業医、自律神経免疫療法研究会会員、国際メンタルセラピスト協会専務理事。

## 経歴
- 1973年神奈川県出身[4]
- 1989年 開成中学卒、1992年開成高校卒[5]
- 1999年 防衛医科大学校卒[4]
- 防衛医科大学校病院、自衛隊中央病院で内科、外科、麻酔科、精神科、整形外科、小児科、産婦人科、眼科などをローテーション研修[6]。
- 自衛隊中央病院保健管理センター、医事課、精神科で勤務
- 2007年 ナチュラルクリニック代々木院長
- 2008年 メンタルセラピスト養成講座[7]を開始
- 2009年 湯島清水坂クリニック院長
- 2016年 YSこころのクリニック院長 - YSメソッドや「真我開発講座」開発者である心の学校学長、佐藤康行と出会い、自らメソッドを体験。その画期的な手法に驚愕し、全国へ伝えるためYSこころのクリニックと縁を持つ[8]。任期を満了により退任した初代院長の後を引き継ぎ、同年8月より現職。
- 精神保健指定医、認定産業医

## 著書
- 『自分の「うつ」を治した精神科医の方法』（KAWADE夢新書）（河出書房新社）
- 『自分の「うつ」を治した精神科医の方法』（イラスト図解版）（河出書房新社）
- 『薬を使わず治すうつ－みやじっち先生のメンタルセラピー』（ルック）
- 『精神科医が教える「うつ」を自分で治す本』（アスペクト）
- 『医者なし薬なしでいつの間にか「うつ」が消える本』（ベストセラーズ）
- 『医者の私が薬を使わず「うつ」を消し去った20の習慣』（中経出版／KADOKAWA）
- 『どうせ生きるなら「バカ」がいい』（水王舎）村上和雄・イラストしりあがり寿
- 『安保徹免疫学症状別実践法・入門』（宝島社）宮島賢也指導
- 『がんを克服する病院・クリニックガイド―代替医療をとり入れて治療を実践する医師たち 』帯津 良一監修　 すこやかの会編（ビオマガジン）
- 『「免疫を高める」と病気は勝手に治る』安保徹・福田稔監修（マキノ出版）